# یوها ریپا
یوها ریپا (فنلاندی: Juha Riippa؛ زادهٔ ۱۲ سپتامبر ۱۹۶۸) بازیکن فوتبال اهل فنلاند بود.
از باشگاه‌هایی که در آن بازی کرده‌است می‌توان به باشگاه فوتبال هیبرنین اشاره کرد.